# Hernâni Broco
Hernâni Manuel Conceicão Broco (* 13. Juni 1981 in Torres Vedras) ist ein portugiesischer Radrennfahrer.
Hernâni Broco gewann 2001 eine Etappe beim Grande Prémio CTT Correios de Portugal. 2003 wurde er portugiesischer Meister im Straßenrennen der U23-Klasse. Im nächsten Jahr wurde er dann Profi bei der Mannschaft L.A.-Pecol. In seiner zweiten Saison dort gewann Broco die erste Etappe beim Grande Prémio do Minho und wurde Dritter der Gesamtwertung. Beim Grande Prémio Barbot war er 2007 auf dem zweiten Teilstück erfolgreich. Vier Jahre später konnte er seinen bisher wohl wichtigsten internationalen Sieg seiner Karriere feiern, als er eine Etappe der Portugal-Rundfahrt gewann.
Im Jahr 2004 wurde Broco wegen Dopings mit Corticosteroiden mit einer Geldstrafe in Höhe von 2000 Schweizer Franken belegt.

## Erfolge
2001
- eine Etappe Grande Prémio CTT Correios de Portugal (2.4)

2003
- Portugiesischer Meister – Einzelzeitfahren (U23)

2011
- eine Etappe Portugal-Rundfahrt

## Teams
- 2004: LA Aluminios-Pecol-Bombarral
- 2005: LA Aluminios-Liberty Seguros
- 2006: LA Aluminios-Liberty Seguros
- 2007: Liberty Seguros
- 2008: Liberty Seguros
- 2009: Liberty Seguros
- 2010: LA Rota dos Móveis
- 2011: LA-Antarte
- 2012: Caja Rural
- 2013: Efapel-Glassdrive
- 2014: Louletano-Dunas Douradas (ab 25. März)
- 2015: LA Aluminios-Antarte